# SMHC Raalte
Sallandse Mixed Hockey Club, kortweg SMHC, is een Nederlandse hockeyclub uit de Overijsselse plaats Raalte.
De club werd opgericht op 11 november 1972 en is gehuisvest op Sportpark Ramele. SMHC heeft meer dan 200 leden.
In het seizoen 2019/2020 speelt het eerste MIX herenteam in de reserve tweede klasse van de KNHB.